# Angriff auf die Weichselbrücke bei Dirschau

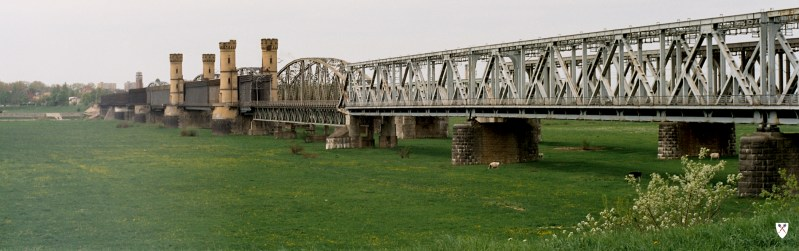
Alte Weichselbrücke

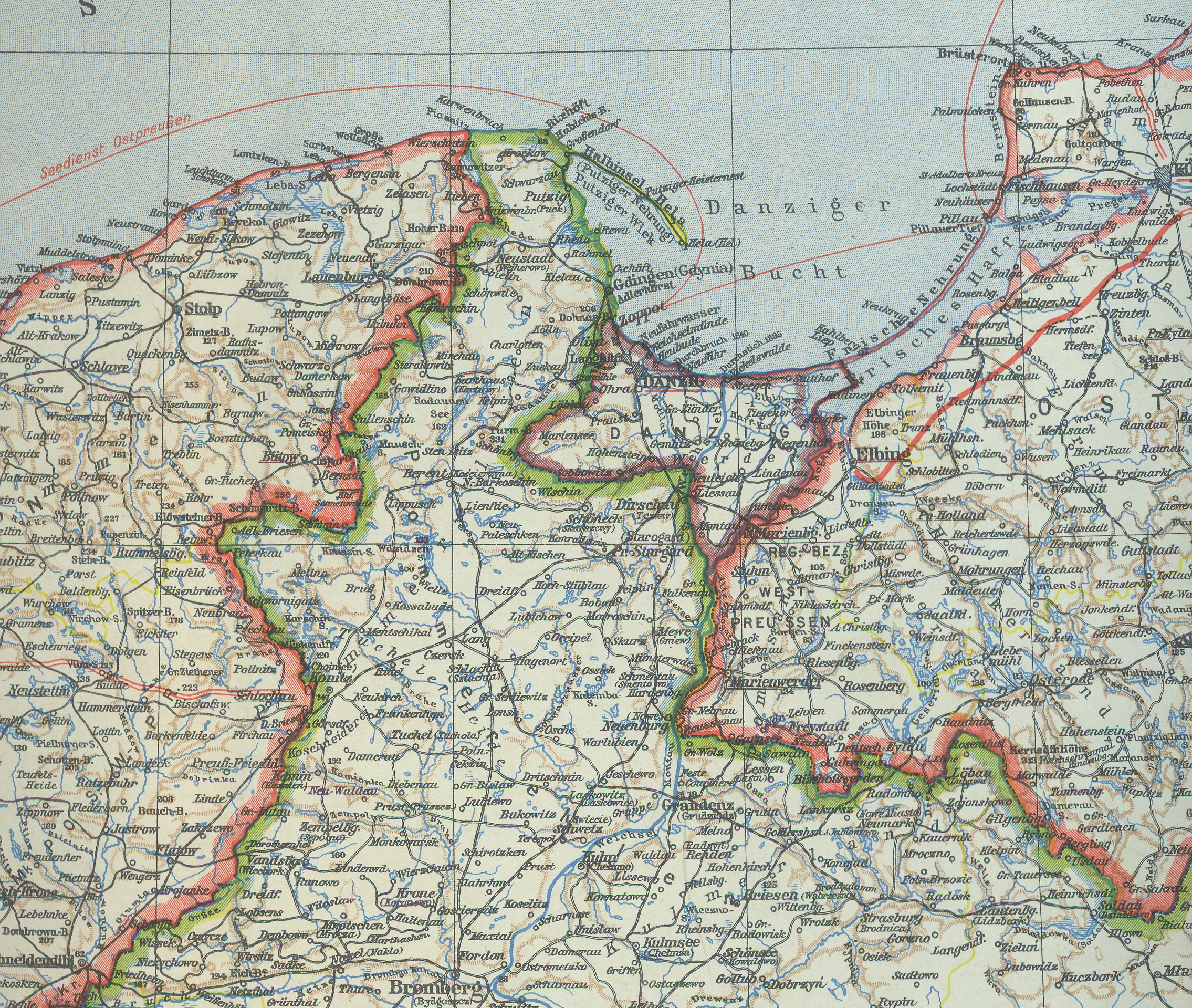
Polnischer Korridor

Der Angriff auf die Weichselbrücke bei Dirschau in Polen war eine Kommandoaktion der deutschen Wehrmacht am Morgen des 1. September 1939. An diesem Tag begann der Zweite Weltkrieg.

## Historie der Brücken
Die Weichselbrücke Dirschau zwischen Dirschau und Marienburg wurde nach zwölf Jahren Bauzeit 1857 vollendet. Sie war eine kombinierte Straßen-Schienen-Brücke. Die Bahnverbindung war strategisch wichtig (Preußische Ostbahn), weil auf ihr der Verkehr nach Königsberg in Ostpreußen lief. Sie war lange Zeit die Stahlträgerbrücke mit der größten Spannweite in Deutschland. Die Mittelsegmente hatten eine Spannweite von 131 m. Die erste Brücke war eine Gitterträgerkonstruktion, von der heute noch Teile existieren. Mit dem zunehmenden Eisenbahnverkehr wurde die Brücke, welche auch von Fuhrwerken und Fußgängern genutzt wurde, zum Nadelöhr und Preußen entschloss sich zum Bau einer zweiten, nur der Bahn vorbehaltenen Brücke. Diese wurde zwischen 1888 und 1891 mit Linsenträgern errichtet. Von ihr existiert heute nichts mehr. Zwischen 1910 und 1912 wurden die Brücken um 250 m verlängert, um den Weichselhochwassern mehr Durchlass zu ermöglichen.
Nach dem Ersten Weltkrieg fiel die Brücke auf Grund der Schaffung des polnischen Korridors an Polen. Der Schienenweg von der nun polnischen Brücke bis zum ostpreußischen Marienburg verlief 16 km auf dem Gebiet des Freistaates Danzig, bis er kurz vor Marienburg auf deutsches Hoheitsgebiet in Ostpreußen wechselte. Bahntechnisch wurde in Marienburg die Bespannung der Züge zum polnischen Korridor auf polnische Lokomotiven mit polnischem Personal vollzogen. Der Betrieb auf dem Streckenabschnitt über Danziger Gebiet wurde von polnischem Personal sichergestellt. Das Weichselufer war die Grenze nach Polen, die Brücke selbst stand schon auf polnischem Hoheitsgebiet. Güterzüge wurden im hinter der Brücke befindlichen polnischen Dirschau für die Fahrt (ca. 100 km) durch den polnischen Korridor verplombt.

## Der Angriffsplan
Die Brücken waren von strategisch großer Bedeutung, insbesondere mit Hinblick auf die geplante Offensive nach Osten. Hitler wies am 8. August 1939 das Oberkommando der Wehrmacht an: „Bei allen Angriffsmaßnahmen gegen Polen steht die Wahrung der Überraschung für die Inbesitznahme der Weichselbrücken im Vordergrund.“ Die polnische Regierung hatte wegen der sich abzeichnenden Kriegsgefahr mit Deutschland Anfang August 1939 die Brücke mit Toren, Schienensperren und Sprengladungen versehen lassen. Dies blieb der deutschen Aufklärung nicht verborgen. Es wurde eine Kommandoaktion geplant. Ein planmäßiger deutscher Güterzug sollte die Brücke unmittelbar vor Kriegsbeginn überfahren und somit für die Öffnung der Sperren und Tore sorgen. Deutsche Schlachtflieger sollten die Zündkabel mit Kriegsbeginn zerbomben und den Unterstand, aus dem heraus die Zündung erfolgen würde, vernichten. Die dazu abgeordneten Ju-87-Piloten fuhren mehrmals als Passagiere in regulären Zügen mit, um sich die örtlichen Gegebenheiten einzuprägen. Unmittelbar nach der Zerstörung der Zündkabel sollten in dem scheinbar regulären Güterzug verborgene Pioniereinheiten die Sprengkapseln unschädlich machen und die an der Brücke befindlichen Verteidiger ausschalten. Ein dem Güterzug unmittelbar nachfolgender Panzerzug sollte mit seiner Feuerkraft die weiteren polnischen Verteidiger außer Gefecht setzen und die Brücke bis zum Eintreffen regulärer deutscher Verbände der Wehrmacht gegen mögliche Entsatzangriffe halten.

## Der Angriff

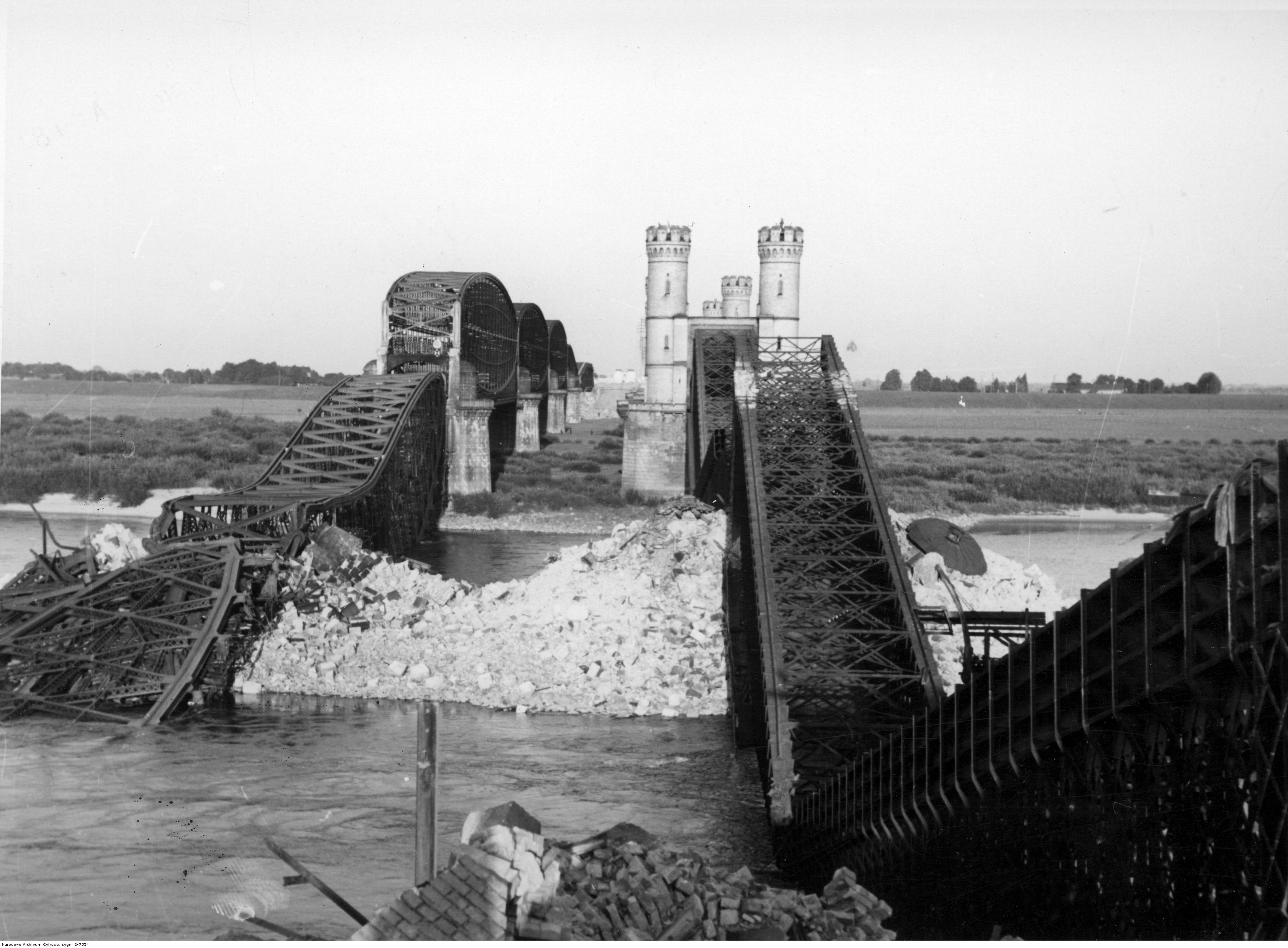
Die zerstörte Weichselbrücke, September 1939

Der polnischen Verwaltung wurde für den 1. September 1939 der aus 65 Wagen bestehende planmäßige deutsche Güterzug 963 gemeldet. Mit ihm wurde die deutsche Pioniereinheit 41 eingeschleust. Um 3:08 Uhr trat der Zug scheinbar aus Ostpreußen kommend seine Fahrt ins Reich an. In Marienburg wurde die Lok gewechselt. Auf der nun polnischen Lok verrichteten jedoch deutsche Eisenbahner in polnischen Uniformen ihren Dienst. Die polnischen Bahnangestellten wurden ermordet und waren somit die ersten Toten in diesem noch nicht erklärten Krieg. Auf der weiteren Fahrt folgte dem planmäßigen Güterzug der Panzerzug. Damit dieser Panzerzug auf dem zu Danzig gehörenden und von polnischen Eisenbahnern überwachten Streckenabschnitt nicht gemeldet wurde, wurden auf der Strecke alle polnischen Streckenposten von aus Danzig operierenden Kommandogruppen festgesetzt und zum Großteil ermordet. In Simonsdorf wurde ein polnischer Beamter misstrauisch und begann, die Fracht- und Transitpapiere zu prüfen. Dies spielte zwar den Deutschen in die Hand, mussten sie zur Einhaltung des Zeitplanes doch 15 Minuten Verspätung einfahren, andererseits entglitt den Deutschen so zunehmend der Einfluss auf den Zeitplan. Der Abstand zum nachfolgenden Panzerzug schwand und der gesamte Plan drohte aufzufliegen. Die Kommandoeinheiten in den besetzten polnischen Kontrollposten auf dem Danziger Gebiet reagierten panisch und erschossen 20 bereits überwältigte polnische Bahn- und Zollbeamte. Ein polnischer Bahnarbeiter konnte aber die Wachen an der Brücke noch warnen, bevor er während seines Anrufs erschossen wurde.
Die polnischen Verteidiger schlossen sofort die Tore, installierten die Sperren und bereiteten sich auf die Sprengung der Brücke vor. Die Verzögerung in Simonsdorf war für den Kommandotrupp kritisch, aber dieser lag gerade noch im Zeitplan. Spätestens um 4:45 Uhr musste der Zug die Brücke überfahren. Dies schien noch machbar, jedoch übersah die Pioniereinheit unter der Führung von Leutnant Hacken, dass nach der Warnung aufgrund der Sperren und der geschlossenen Tore die Brücke nicht mehr befahren werden konnte.
Um 4:26 Uhr starteten drei Ju 87 B-1 der I. Gruppe des Sturzkampfgeschwaders 1 in Elbing. Um 4:33 Uhr zerstörten sie die Zündkabel zur Brücke und den Unterstand, von dem aus die Sprengung durchgeführt werden sollte. Die ersten Bomben auf Polen warf Oberleutnant Bruno Dilley somit zwölf Minuten vor dem Beginn der Kampfhandlungen mit dem Beschuss der Westerplatte um 4:45 Uhr durch das Schulschiff Schleswig-Holstein.
Den Zügen blieb die Zufahrt zur Brücke verwehrt. Die installierten Sperren und die geschlossenen Tore der Brücke verhinderten den Einsatz des Kommandotrupps und des ihm folgenden Panzerzuges. Da der Güterzug die Brücke nicht wie geplant überfahren konnte, kam der Panzerzug hinter ihm schon vor der Brücke zum Stehen und konnte so seine Feuerkraft nicht wirkungsvoll einsetzen. 100 m vor der Brücke verließen die deutschen Truppen den Güterzug, konnten sich der Brücke aber nicht erfolgreich nähern. Den polnischen Verteidigern gelang es inzwischen, neue Verbindungen zu den Sprengladungen zu schaffen. Um 6:10 Uhr gelang es ihnen, den ersten Lisauer Brückenpfeiler zu sprengen, um 6:40 Uhr auch den ersten auf Dirschauer Seite. Die ersten beiden Felder jeder Seite der Brücke stürzten in den Fluss.
Truppen der Wehrmacht nahmen die zerstörten Brücken einen Tag später ein. Bis zum 15. Oktober installierten deutsche Pioniereinheiten eine einspurige Notbrücke für den Bahnverkehr. Ein Jahr nach der Sprengung ging die wiederhergestellte zweigleisige Brücke in Betrieb.
Gegen Kriegsende wurde sie von deutschen Truppen am Abend des 8. März 1945 auf dem Rückzug wieder fast komplett gesprengt. Die heutige Weichselbahnbrücke entstand einige Meter entfernt von den alten Brücken. Die Straßenbrücke enthält auch heute noch Teile der alten Kastenbrücke von 1857, Teile einer britischen Notbrücke und weitere provisorische Teile.
Die alte Brücke ist inzwischen sehr sanierungsbedürftig und darf nur noch von Fußgängern überquert werden. Seit 2012 ist sie komplett gesperrt.